# 黑鱈科
黑鱈科，又作矛尾鱈科，為輻鰭魚綱鱈形目的其中一科。

## 分類
黑鱈科其下僅有一屬，如下：
- 黑鱈屬（又作矛尾鱈屬），Melanonus
  - 細身黑鱈(Melanonus gracilis)
  - 大洋黑鱈(Melanonus zugmayeri)
  - 冈村氏黑鳕 (Melanonus okamurai)[1]